# Toros Toramanjan

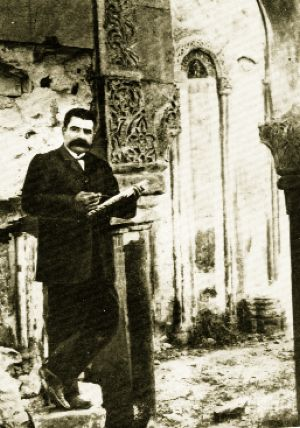
Toros Toramanjan in Ani, 1907

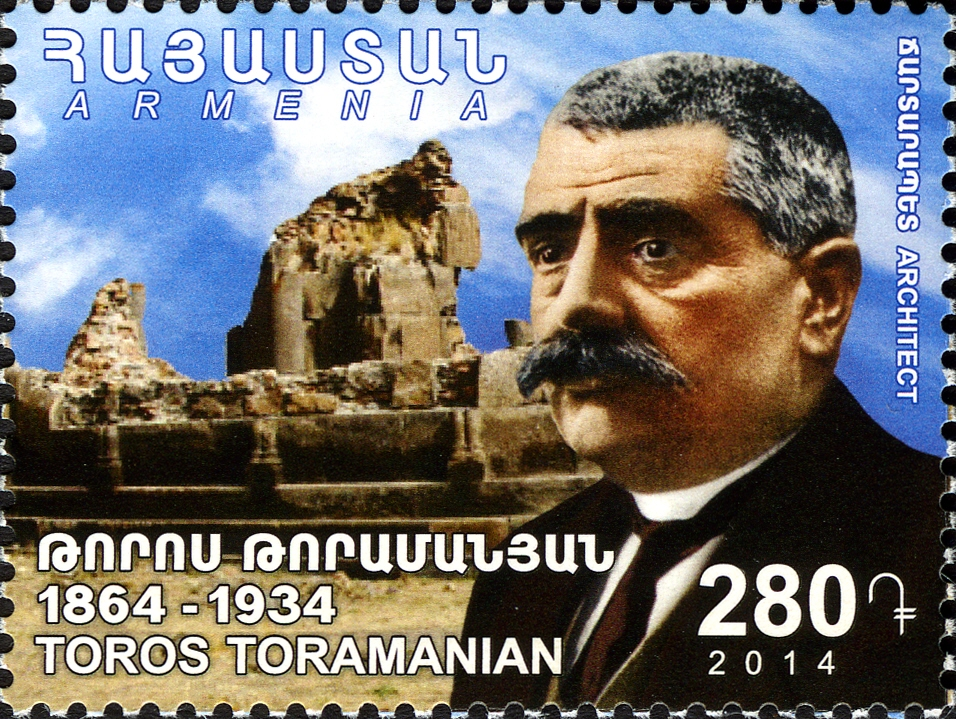
Toros Toramanjan auf einer 2014 herausgegebenen Briefmarke

Toros Toramanjan (armenisch Թորոս Թորամանյան; * 18. März 1864 in Şebinkarahisar, ehemaliges Osmanisches Reich; † 1. März 1934 in Jerewan) war ein armenischer Architekt und Historiker. Er gilt als der „Vater der armenischen architektonischen Geschichtsschreibung“.

## Leben
Toros Toramanjan wurde am 18. März 1864 in Şebinkarahisar (heute Türkei) im früheren Osmanischen Reich geboren. Im Alter von 14 Jahren starben seine Eltern. Zunächst besuchte er die örtlichen Schulen, ging jedoch im Jahr 1884 nach Konstantinopel. Nachdem er zwei Jahre lang als Maurer und Steinarbeiter gearbeitet hatte, bestand er die Aufnahmeprüfung an der Hochschule für Bildende Kunst, wo er von 1886 bis 1893 Architektur studierte. Kurz nach seinem Abschluss 1893 musste er jedoch die Stadt aufgrund der Massaker von Sultan Abdülhamid II. verlassen. Im Anschluss wohnte er zunächst in Belgien und in Bulgarien, wo er seine ersten Gebäude erbaute. Ab dem Jahr 1900 bereiste er außerdem Rumänien, Ägypten, Italien und Griechenland.
Zwei Jahre später ließ sich Toramanjan in Paris nieder, wo er an der Universität von Paris die Geschichte der Architektur studierte. Dort traf er Garabed Basmajian, mit dem er im Jahre 1903 zusammen nach Ani reiste, um die Überreste der ehemaligen armenischen Hauptstadt zu untersuchen. Schwierige Lebensbedingungen und Geldmangel zwangen ihn, nach vier Monaten in die Stadt Etschmiadsin überzusiedeln. Ab 1904 war er an den archäologischen Ausgrabungen in der Ruinenstätte Swartnoz nahe Etschmiadsin beteiligt. Dabei untersuchte er unter anderem die Überreste der Rundkirche und präsentierte 1905 die ersten Ergebnisse. Von 1905 bis 1909 beteiligte sich Toramanian an jährlichen Grabungsphasen in Ani unter der Leitung des Philologen Nikolai Marr von der Kaiserlichen Akademie von St. Petersburg. Im Rahmen dieser Expedition untersuchte Toramanjan viele weitere Denkmäler der ehemaligen armenischen Hauptstadt und in der Umgebung, darunter die Klöster von Horomos, Tekor und Bagnayr. Toramanian veröffentlichte zwischen 1907 und den 1930er Jahren in wissenschaftlichen Zeitschriften. Bekannt wurde er vor allem durch hypothetische Rekonstruktionen zerstörter Kirchenbauten, von denen etwa sein Modell der Kathedrale von Swartnoz bis heute weitgehend akzeptiert ist.
1913 wurde Toramanian vom österreichischen Kunsthistoriker Josef Strzygowski nach Wien eingeladen, um Vorträge über die armenische Architektur und insbesondere über Ani zu halten. Außerdem arbeiteten sie an einem gemeinsamen Werk, das auf Toramanians Forschungen basierte. Nach seiner Rückkehr nach Armenien konnte Toramanian jedoch durch den Ausbruch des Ersten Weltkrieges nicht mehr nach Österreich zurückzukehren, um die Arbeit an dem Werk abzuschließen. Im Jahre 1918 veröffentlichte Strzygowski trotzdem das zweibändige Werk mit dem Titel Die Baukunst der Armenier und Europa, jedoch lediglich unter seinem Namen. Aufgrund der osmanischen Invasion in Armenien gingen außerdem viele von Toramanjans Werken verloren.
Nachdem Armenien Teil der Sowjetunion wurde, begründete Toramanian das Komitee für die Erhaltung der Denkmäler mit. Außerdem richtete er die Abteilung für Architektur am Staatlichen Museum von Armenien ein, die er zwei Jahre lang leitete.
Toramanjan starb am 1. März 1934 im Alter von 69 Jahren in Jerewan. Er wurde ebenfalls dort auf dem Friedhof Komitas Pantheon bestattet. Aus seinen Archiven wurden die Forschungsergebnisse und Materialien für das zweibändige Werk Materials for the History of Armenian Architecture entnommen, das 1942 und 1948 posthum veröffentlicht wurde.

## Werk
- Niuter Hay Jartarapetutian Patmutian (Material for the History of Armenian Architecture), Band 1 (Jerewan 1942) und Band 2 (Jerewan 1948)